# Persone di nome Valerij
| Questa pagina contiene informazioni ricavate automaticamente dalle voci biografiche con l'ausilio del template Bio e di un bot. L'aggiornamento è periodico e automatico e ricostruisce completamente la pagina. Se manca una persona in questa lista, sei pregato di non aggiungerla, ma accertati piuttosto che la sua voce biografica contenga il template Bio e che i dati anagrafici siano correttamente compilati. Se il template Bio manca, inseriscilo tu stesso o, in alternativa, metti l'avviso {{tmp\|Bio}} che ne segnala la mancanza. Se i dati riportati sono sbagliati, correggi direttamente la voce biografica; le modifiche saranno visibili in questa lista entro pochi giorni. Per chiarimenti vedi il progetto antroponimi. La lista contiene solo le 145 persone che sono citate nell'enciclopedia e per le quali è stato implementato correttamente il template Bio. Pagina aggiornata al 16 ott 2024. |

Questa è una lista di persone presenti nell'enciclopedia che hanno il prenome Valerij, suddivise per attività principale.

## Allenatori di calcio(11)
- Valerij Brošin, allenatore di calcio e calciatore turkmeno (Leningrado, n. 1962 - Mosca, † 2009)
- Valerij Esipov, allenatore di calcio e ex calciatore russo (Ščigry, n. 1971)
- Valerij Horodov, allenatore di calcio e ex calciatore ucraino (Voronež, n. 1961)
- Valerij Karpin, allenatore di calcio e ex calciatore sovietico (Narva, n. 1969)
- Valerij Klejmënov, allenatore di calcio e ex calciatore russo (Ščëkino, n. 1965)
- Valerij Kryvencov, allenatore di calcio e ex calciatore ucraino (Donec'k, n. 1973)
- Valerij Min'ko, allenatore di calcio e ex calciatore russo (Barnaul, n. 1971)
- Valerij Nepomnjaščij, allenatore di calcio e ex calciatore sovietico (Slavgorod, n. 1943)
- Valerij Petrakov, allenatore di calcio e ex calciatore sovietico (Brjansk, n. 1958)
- Valerij Popovič, allenatore di calcio e ex calciatore russo (Gor'kij, n. 1970)
- Valerij Zujev, allenatore di calcio e calciatore sovietico (Kiev, n. 1952 - Kiev, † 2016)

## Allenatori di pallavolo(1)
- Valerij Losev, allenatore di pallavolo e ex pallavolista sovietico (Taškömur, n. 1956)

## Alpinisti(1)
- Valerij Babanov, alpinista russo (Omsk, n. 1964)

## Altisti(1)
- Valerij Brumel', altista sovietico (Tolbuzhino, n. 1942 - Mosca, † 2003)

## Assassini seriali(1)
- Valerij Asratjan, serial killer sovietico (Erevan, n. 1958 - Mosca, † 1996)

## Attori(5)
- Valerij Garkalin, attore e regista sovietico (Mosca, n. 1954 - Mosca, † 2021)
- Valerij Ivanovič Inkižinov, attore e regista sovietico (Irkutsk, n. 1895 - Brunoy, † 1973)
- Valerij Priёmychov, attore, sceneggiatore e regista sovietico (Belogorsk, n. 1943 - Mosca, † 2000)
- Valerij Solovcov, attore sovietico (n. 1904 - Leningrado, † 1977)
- Valerij Todorovskij, attore, regista e sceneggiatore russo (Odessa, n. 1962)

## Biatleti(2)
- Valerij Kirienko, ex biatleta russo (Murmansk, n. 1965)
- Valerij Medvedcev, ex biatleta sovietico (Iževsk, n. 1964)

## Calciatori(28)
- Valerij Bondar, calciatore ucraino (Charkiv, n. 1999)
- Valerij Bondarenko, calciatore ucraino (Kiev, n. 1994)
- Valerij Čižov, ex calciatore russo (n. 1975)
- Valerij Dikarev, calciatore e allenatore di calcio sovietico (Baku, n. 1939 - † 2001)
- Valerij Fedorčuk, ex calciatore ucraino (Netišyn, n. 1988)
- Valerij Gazzaev, ex calciatore e allenatore di calcio sovietico (Ordžonikidze, n. 1954)
- Valerij Gorbunov, calciatore sovietico (Horlivka, n. 1953 - † 1996)
- Valerij Jaremčenko, ex calciatore e allenatore di calcio sovietico (Kryvyj Rih, n. 1947)
- Valerij Kičin, calciatore kirghiso (Biškek, n. 1992)
- Valerij Kopij, ex calciatore sovietico (Puškin, n. 1948)
- Valerij Korobkin, ex calciatore russo (Volgograd, n. 1984)
- Valerij Korolenkov, calciatore sovietico (Mosca, n. 1939 - Mosca, † 2007)
- Valerij Kučerov, calciatore ucraino (Stachanov, n. 1993)
- Valerij Leonov, ex calciatore russo (Mosca, n. 1980)
- Valerij Lobanovs'kyj, calciatore e allenatore di calcio sovietico (Kiev, n. 1939 - Zaporižžja, † 2002)
- Valerij Lučkevyč, calciatore ucraino (Zaporižžja, n. 1996)
- Valerij Maslov, calciatore sovietico (Ust'-Bol'šereck, n. 1940 - † 2017)
- Valerij Novikov, ex calciatore sovietico (Mosca, n. 1957)
- Valerij Plotnikov, ex calciatore russo (Kašira, n. 1962)
- Valerij Porkujan, ex calciatore e allenatore di calcio sovietico (Kropyvnyc'kyj, n. 1944)
- Valerij Samochin, calciatore sovietico (Zaporižžja, n. 1947 - Kiev, † 2015)
- Valerij Šmarov, ex calciatore sovietico (Voronež, n. 1965)
- Valerij Sokolenko, calciatore ucraino (Černihiv, n. 1982)
- Valerij Sorokin, ex calciatore russo (Stavropol', n. 1985)
- Valerij Urin, calciatore sovietico (Sverdlovsk, n. 1934 - † 2023)
- Valerij Voronin, calciatore sovietico (Mosca, n. 1939 - Mosca, † 1984)
- Valerij Zykov, ex calciatore sovietico (Gor'kij, n. 1944)
- Valerij Čornyj, ex calciatore e allenatore di calcio ucraino (Černihiv, n. 1982)

## Cantanti(3)
- Valerij Jakovlevič Leont'ev, cantante e attore russo (Usinsk, n. 1949)
- Valerij Kipelov, cantante russo (Mosca, n. 1958)
- Valerij Obodzinskij, cantante russo (Odessa, n. 1942 - Mosca, † 1997)

## Cantautori(1)
- Valerij Meladze, cantautore e produttore discografico russo (Batumi, n. 1965)

## Cestisti(5)
- Valerij Hoborov, cestista sovietico (Cherson, n. 1965 - Mosca, † 1989)
- Valerij Korolëv, ex cestista sovietico (Leningrado, n. 1965)
- Valerij Lichodej, cestista russo (Rostov sul Don, n. 1986)
- Valerij Miloserdov, cestista sovietico (Ėlektrostal', n. 1951 - Mosca, † 2015)
- Valerij Tichonenko, ex cestista, allenatore di pallacanestro e dirigente sportivo russo (Angren, n. 1964)

## Chimici(1)
- Valerij Alekseevič Legasov, chimico sovietico (Tula, n. 1936 - Mosca, † 1988)

## Ciclisti su strada(3)
- Valerij Jardy, ciclista su strada e dirigente sportivo sovietico (Šumerlja, n. 1948 - Čeboksary, † 1994)
- Valerij Lichačëv, ex ciclista su strada sovietico (Novošešminsk, n. 1947)
- Valerij Čaplygin, ex ciclista su strada russo (Kursk, n. 1952)

## Combinatisti nordici(1)
- Valerij Stoljarov, ex combinatista nordico russo (Gruzino, n. 1971)

## Compositori(1)
- Valerij Viktorovič Želobinskij, compositore e pianista russo (Tambov, n. 1913 - Leningrado, † 1946)

## Compositori di scacchi(3)
- Valerij Nikolaevič Karpov, compositore di scacchi russo (Buinsk, n. 1939 - Kazan', † 1998)
- Valerij Šanšin, compositore di scacchi kirghiso (Oš, n. 1961)
- Valerij Michajlovič Šavyrin, compositore di scacchi russo (Suchoj Log, n. 1953)

## Cosmonauti(7)
- Valerij Fëdorovič Bykovskij, cosmonauta sovietico (Pavlovskij Posad, n. 1934 - Leonicha, † 2019)
- Valerij Grigor'evič Korzun, cosmonauta russo (n. 1953)
- Valerij Nikolaevič Kubasov, cosmonauta sovietico (Vjazniki, n. 1935 - Mosca, † 2014)
- Valerij Vladimirovič Poljakov, cosmonauta e medico russo (Tula, n. 1942 - Mosca, † 2022)
- Valerij Rjumin, cosmonauta sovietico (Komsomol'sk-na-Amure, n. 1939 - † 2022)
- Valerij Il'ič Roždestvenskij, cosmonauta sovietico (Leningrado, n. 1939 - † 2011)
- Valerij Ivanovič Tokarev, cosmonauta russo (n. 1952)

## Direttori d'orchestra(1)
- Valerij Abisalovič Gergiev, direttore d'orchestra russo (Mosca, n. 1953)

## Filosofi(1)
- Valerij Nikolaevič Sagatovskij, filosofo russo (Leningrado, n. 1933 - San Pietroburgo, † 2014)

## Generali(2)
- Valerij Vasil'evič Gerasimov, generale russo (Kazan', n. 1955)
- Valerij Zalužnyj, generale ucraino (Novohrad-Volyns'kyj, n. 1973)

## Giavellottisti(1)
- Valerij Iordan, giavellottista russo (n. 1992)

## Ginnasti(4)
- Valerij Belen'kij, ex ginnasta azero (Baku, n. 1969)
- Valerij Hončarov, ex ginnasta ucraino (Charkiv, n. 1977)
- Valerij Karasëv, ex ginnasta sovietico (Mosca, n. 1946)
- Valerij Ljukin, ex ginnasta sovietico (Aqtöbe, n. 1966)

## Giocatori di calcio a 5(1)
- Valerij Zamjatin, ex giocatore di calcio a 5 ucraino (n. 1979)

## Hockeisti su ghiaccio(5)
- Valerij Bure, ex hockeista su ghiaccio russo (Mosca, n. 1974)
- Valerij Charlamov, hockeista su ghiaccio sovietico (Mosca, n. 1948 - Mosca, † 1981)
- Valerij Kamenskij, ex hockeista su ghiaccio russo (Voskresensk, n. 1966)
- Valerij Vasil'ev, hockeista su ghiaccio sovietico (Nižnij Novgorod, n. 1949 - † 2012)
- Valerij Zelepukin, ex hockeista su ghiaccio russo (Voskresensk, n. 1968)

## Ingegneri(1)
- Valerij Il'ič Chodemčuk, ingegnere sovietico (Kropyvnja, n. 1951 - Pryp"jat', † 1986)

## Lottatori(2)
- Valerij Andrijcev, lottatore ucraino (Kiev, n. 1987)
- Valerij Rezancev, ex lottatore sovietico (Novomoskovsk, n. 1946)

## Lunghisti(1)
- Valerij Podlužnyj, lunghista sovietico (Donec'k, n. 1952 - † 2021)

## Marciatori(2)
- Valerij Borčin, marciatore russo (Mordovia, n. 1986)
- Valerij Spicyn, ex marciatore russo (n. 1965)

## Martellisti(1)
- Valerij Pronkin, martellista russo (Nižnij Novgorod, n. 1994)

## Matematici(1)
- Valerij Ivanovič Glivenko, matematico, logico e statistico sovietico (Kiev, n. 1896 - Mosca, † 1940)

## Mezzofondisti(1)
- Valerij Abramov, mezzofondista sovietico (Ercevo, n. 1956 - Mosca, † 2016)

## Militari(2)
- Valerij Bolotov, militare e politico ucraino (Taganrog, n. 1970 - Mosca, † 2017)
- Valerij Sablin, militare sovietico (Leningrado, n. 1939 - Mosca, † 1976)

## Nuotatori(1)
- Valerij Dymo, ex nuotatore ucraino (Mykolaïv, n. 1985)

## Pallavolisti(3)
- Valerij Gorjušev, pallavolista russo (Sverdlovsk, n. 1973 - Mosca, † 2014)
- Valerij Kravčenko, pallavolista sovietico (n. 1939 - † 1996)
- Valerij Krivov, pallavolista e allenatore di pallavolo sovietico (Kryčaŭ, n. 1951 - Luhans'k, † 1994)

## Pattinatori artistici su ghiaccio(1)
- Valerij Kornienko, ex pattinatore artistico su ghiaccio sovietico (Piterka, n. 1961)

## Pattinatori di velocità su ghiaccio(1)
- Valerij Muratov, ex pattinatore di velocità su ghiaccio sovietico (Kolomna, n. 1946)

## Pentatleti(1)
- Valerij Zaikin, pentatleta russo (n. 1974)

## Pesisti(2)
- Valerij Kokoev, pesista russo (Mosca, n. 1988)
- Valerij Vojkin, pesista sovietico (Leningrado, n. 1945 - † 2020)

## Pianisti(1)
- Valerij Pavlovič Afanas'ev, pianista russo (Mosca, n. 1947)

## Pionieri dell'aviazione(1)
- Valerij Pavlovič Čkalov, pioniere dell'aviazione sovietico (Vasilëvo, n. 1904 - † 1938)

## Pistard(1)
- Valerij Movčan, ex pistard russo (n. 1959)

## Pittori(1)
- Valerij Grikovskij, pittore russo (Leningrado, n. 1975)

## Poeti(2)
- Valerij Borisovič Brajnin, poeta, musicologo e pedagogo russo (Nižnij Tagil, n. 1948)
- Valerij Jakovlevič Brjusov, poeta russo (Mosca, n. 1873 - Mosca, † 1924)

## Politici(3)
- Valerij Gladilin, politico, ex calciatore e allenatore di calcio russo (Salarjevo, n. 1951)
- Valerij Ivanovič Mežlauk, politico sovietico (Charkiv, n. 1893 - † 1938)
- Valerij Pustovojtenko, politico ucraino (Adamivka, n. 1947)

## Pugili(1)
- Valerij Popenčenko, pugile sovietico (Kuncevo, n. 1937 - Mosca, † 1975)

## Registi(7)
- Valerij Isakov, regista sovietico (Verchošižem'e, n. 1936 - Mosca, † 2017)
- Valerij Ivanovič Kremnev, regista sovietico (n. 1939 - Mosca, † 2016)
- Valerij Jakovlevič Lonskoj, regista sovietico (Chabarovsk, n. 1941 - Mosca, † 2021)
- Valerij Michajlovksij, regista sovietico (Mosca, n. 1937)
- Valerij Rodčenko, regista sovietico (Leningrado, n. 1938 - San Pietroburgo, † 2015)
- Valerij Ivanovič Uskov, regista sovietico (n. 1933)
- Valerij Čikov, regista russo (n. 1950 - Lobnja, † 2017)

## Registi teatrali(1)
- Valerij Fokin, regista teatrale russo (Mosca, n. 1946)

## Saltatori con gli sci(1)
- Valerij Karetnikov, ex saltatore con gli sci sovietico (n. 1963)

## Scacchisti(4)
- Valerij Loginov, scacchista russo (Syzran', n. 1955)
- Valerij Nevjerov, scacchista ucraino (Charkiv, n. 1964)
- Valerij Borisovič Salov, scacchista russo (Breslavia, n. 1964)
- Valerij Čechov, scacchista russo (Mosca, n. 1955)

## Schermidori(5)
- Valerij Chondogo, ex schermidore sovietico (Mosca, n. 1957)
- Valerij Luk'jančenko, ex schermidore sovietico (Vladivostok, n. 1942)
- Valerij Priemko, schermidore bielorusso (Minsk, n. 1983)
- Valerij Zacharevič, ex schermidore russo (n. 1967)
- Valerij Žitnyj, ex schermidore sovietico (Mosca, n. 1936)

## Sciatori alpini(1)
- Valerij Cyganov, ex sciatore alpino russo (Mončegorsk, n. 1956)

## Scrittori(1)
- Valerij Dmitrievič Osipov, scrittore, giornalista e sceneggiatore sovietico (Mosca, n. 1930 - † 1985)

## Slittinisti(2)
- Valerij Dudin, ex slittinista sovietico (Kirov, n. 1963)
- Valerij Jakušin, ex slittinista sovietico (n. 1954)

## Sollevatori(1)
- Valerij Šarij, ex sollevatore sovietico (Čėrven', n. 1947)

## Velocisti(1)
- Valerij Borzov, ex velocista sovietico (Sambir, n. 1949)

## Violinisti(1)
- Valerij Klimov, violinista e docente russo (Kiev, n. 1931 - † 2022)